# Аттестация библиотечных кадров
Аттестация библиотечных кадров — определение уровня квалификации работника библиотечной отрасли с целью проверки его соответствия занимаемой должности. Широко используется в различных странах мира для улучшения подбора и расстановки библиотечных кадров, роста профессиональной компетентности специалистов, повышения эффективности их труда.
В России проведение периодической аттестации работников библиотек предусмотрено статьёй 26 Федерального закона «О библиотечном деле» от 29 декабря 1994 года. Непосредственно процедура проведения аттестации определена Приказом Министерства культуры Российской Федерации «Об утверждении Порядка проведения периодической аттестации работников библиотек» от 24 июня 2016 года № 1435. В соответствии с Порядком проведения периодической аттестации работников библиотек, аттестация подразделяется на очередную и внеочередную. Очередная аттестация проводится с периодичностью раз в пять лет с целью подтверждения соответствия работников библиотек занимаемым должностям. Внеочередная аттестация может проводиться до истечения пяти лет после проведения предыдущей аттестации по решению руководителя организации, с которой аттестуемое лицо состоит в трудовых отношениях, после принятия в установленном порядке решения о сокращении должностей и (или) изменении условий оплаты труда.
Для проведения аттестации формируется аттестационная комиссия, которая по её результатам принимает одно из следующих решений:
— о соответствии занимаемой должности;
— о соответствии занимаемой должности при условии получения дополнительного профессионального образования в области библиотечного дела;
— о несоответствии занимаемой должности.
Согласно п. 33 Порядка проведения периодической аттестации работников библиотек, аттестации в целях подтверждения соответствия занимаемой должности не подлежат следующие работники библиотек: а) проработавшие в занимаемой должности менее одного года; б) беременные женщины; в) находящиеся в отпуске по беременности и родам и в отпуске по уходу за ребёнком до достижения им возраста трёх лет; г) работники библиотек в течение года с момента окончания повышения квалификации или переподготовки.